# Флаг Далласа
Флаг Далласа — официальный символ города Даллас штата Техас Соединённых Штатов Америки. Создан Э. Л. Гилкристом и принят 13 февраля 1967 года. Предыдущий вариант флага использовался с 1916 года и представлял собой синее полотнище непрямоугольной формы (наподобие флага Огайо), в центре слева которого находится белый силуэт Техаса, вмещающий название города и звезду, которая показывает расположение Далласа в штате.
Нынешний флаг состоит из двух равновеликих горизонтальных полос, разделённых белой каймой: верхней — красного и нижней — синего цвета. В середине флага находится белая пятиконечная звезда, содержащаяся печать города.
В 2004 году Североамериканская вексиллологическая ассоциация поставила флаг Далласа на 21-е место в списке 150 лучших флагов городов США.